# Brecht Vermeulen
Brecht Vermeulen, né le 17 juin 1969 à Roulers, est un homme politique belge, membre de la Nieuw-Vlaamse Alliantie (N-VA).

## Biographie
Brecht Vermeulen nait le 17 juin 1969 à Roulers.
Aux élections législatives fédérales de 2014, Brecht Vermeulen est élu à la Chambre des Représentants.